# Vipio natalensis
Vipio natalensis är en stekelart som beskrevs av Cameron 1906. Vipio natalensis ingår i släktet Vipio och familjen bracksteklar. Inga underarter finns listade i Catalogue of Life.